# Малайсари (село, Кербулацький район)
Малайса́ри (каз. Малайсары) — село у складі Кербулацького району Жетисуської області Казахстану. Входить до складу Сарибастауського сільського округу.
У радянські часи село називалось Ферма № 3 совхоза Архарлинський або Колхоз імені Калініна.
Населення — 53 особи (2021; 214 у 2009, 243 у 1999, 1165 у 1989).